# محمدآباد یک
محمدآباد یک (محمدآباد شوراب) نام روستایی در دهستان شوراب تنگزی بخش مرکزی شهرستان کوهرنگ استان چهارمحال و بختیاری است. مطابق سرشماری عمومی سال ۱۳۸۵ جمعیت این روستا ۱۲۹ نفر (۲۵ خانوار) بوده است.